# 1380
Пізнє Середньовіччя •  Відродження •  Реконкіста •  Ганза •  Столітня війна •  Велика схизма •  Монгольська імперія

## Геополітична ситуація
Державу османських турків очолює султан Мурад I (до 1389). Імператором Візантії є Іоанн V Палеолог (до 1391). Вацлав IV є королем Богемії та Німеччини. У Франції почав правити Карл VI Божевільний (до 1422).
Апеннінський півострів розділений: північ належить Священній Римській імперії, середню частину займає Папська область, південь належить Неаполітанському королівству. Деякі міста півночі: Венеція, Піза, Генуя тощо, мають статус міст-республік. Триває боротьба гвельфів та гібелінів.
Майже весь Піренейський півострів займають християнські Кастилія і Леон, де править Хуан I (до 1390), Арагонське королівство та Португалія під правлінням Фернанду I (до 1383). Під владою маврів залишилися тільки землі на самому півдні.
Річард II править в Англії (до 1400). Королем Швеції є Альбрехт Мекленбурзький (до 1389), королем Данії та Норверії — Олаф IV. У Польщі та Угорщині королює Людвік I Великий (до 1382). У Литві княжить Ягайло (до 1381).
Руські землі перебувають під владою Золотої Орди. Триває війна за галицько-волинську спадщину між Польщею та Литвою.
У Києві княжить Володимир Ольгердович (до 1394). Володимирське князівство очолює московський князь Дмитро Донський.
Монгольська імперія займає більшу частину Азії, але вона розділена на окремі улуси. На заході євразійських степів править Золота Орда, що переживає період Великої Зам'ятні. У Семиріччі владу утримує емір Тамерлан. Іран роздроблений, окремі області в ньому контролюють родини як монгольського, так і перського походження.
У Єгипті владу утримують мамлюки, а Мариніди у Магрибі. У Китаї править династії Мін. Делійський султанат є наймогутнішою державою Індії. В Японії триває період Муроматі.
Цивілізація майя переживає посткласичний період. У долині Мехіко склалася цивілізація ацтеків. Почала зароджуватися цивілізація інків.

## Події
- 8 вересня відбулася Куликовська битва. На Куликовому полі русько-литовські війська на чолі з князем Володимирським і Московським Дмитром Івановичем розбили монголо-татарську армію хана Золотої Орди Мамая.
- Хан Тохтамиш скористався з поразки Мамая й об'єднав Золоту Орду під своїм правлінням.
- Литовський князь Ягайло уклав Давидишковський договір з Тевтонським орденом, що стало причиною війни з його дядьком Кейстутом.
- Королем Франції став 12-річний Карл VI.
- Данський король Олаф II став також королем Норвегії. Фактично обома державами правила його мати Маргарита I Данська.
- Венеційський флот завдав поразки генуезькому поблизу Кіоджі.
- Португальський король Фернанду I заснував Компанью дас Наус, яка забезпечувала страхування кораблів.

## Померли
- 16 вересня — на 63-у році життя помер Карл V Мудрий у своєму замку під Парижем